# Cryptoblepharus ustulatus
Cryptoblepharus ustulatus (бурий змієокий сцинк) — вид сцинкоподібних ящірок родини сцинкових (Scincidae). Ендемік Австралії.

## Поширення і екологія
Бурі змієокі сцинки мешкають в регіоні Пілбара у Західній Австралії. Вони живуть серед скель.